# Алегорія зими (Гудон)
Алегорія зими або «Мерзлячка» (фр. L' Hiver) — мармурова скульптура французького митця 18 ст. Жана Антуана Гудона, створена в пару до «Алегорії літа», славу якої затьмарила і почала сприйматись як самостійна.

## Історія створення

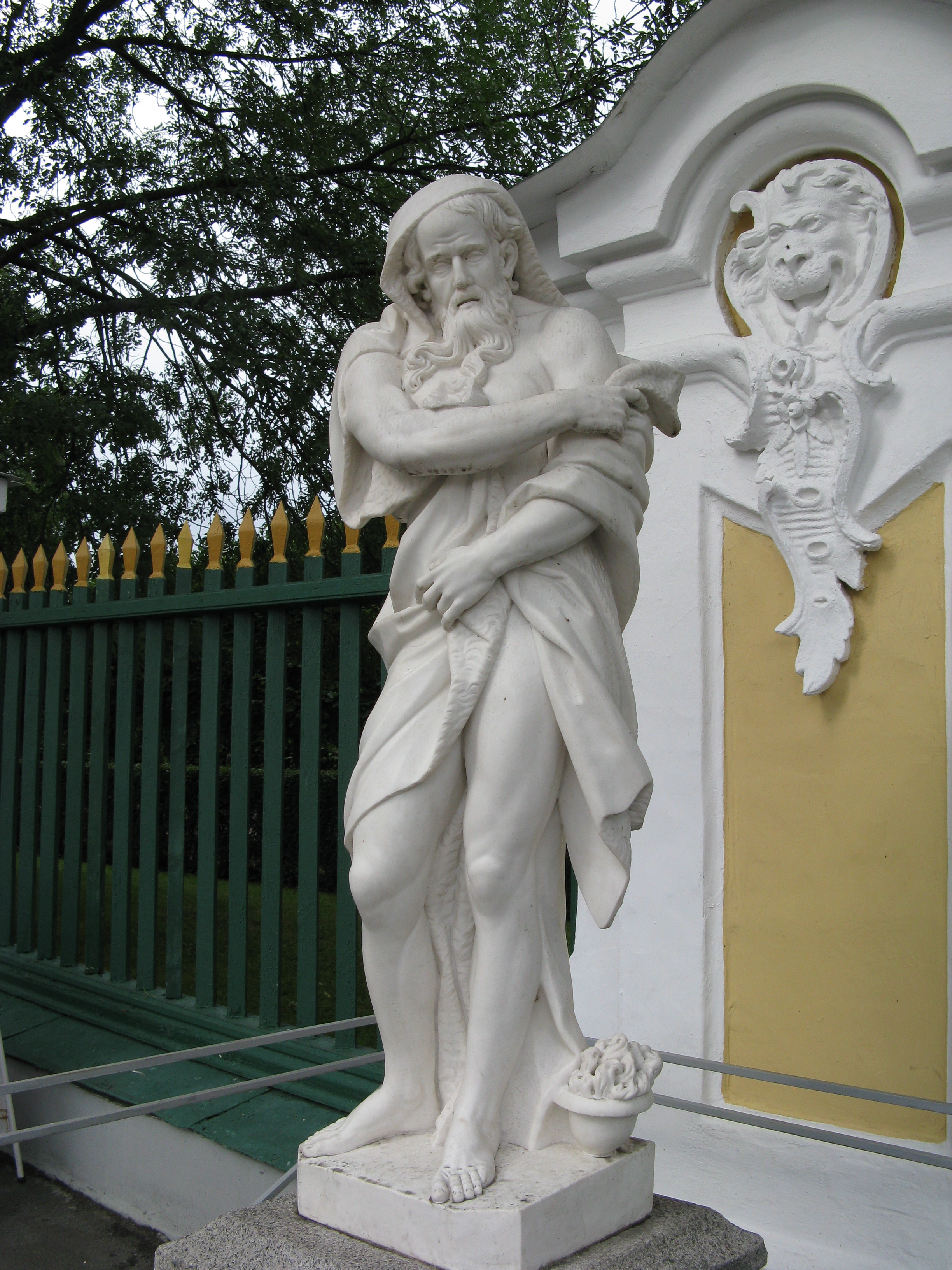
«Алегорія зими», Петергоф (палацово-парковий ансамбль)

Французький скульптор Жан Антуан Гудон (1741–1828) працював в період, коли настанови французького бароко (і без того слабкі в країні) активно потіснили стилі рококо і класицизм. Але відбулась зустріч із забезпеченим замовником мсьє Сен-Ваастом і скульптор мимоволі звернувся до стилістики попередньої доби. Замовник волів мати дві мармурові скульптури з циклу «Пори року». Зупинились на двох алегоріях — літа і зими.
Це розповсюджена академічна тема в 17—18 століттях. Мала значне поширення в декоруванні садів бароко. Алегорію літа представляли у вигляді молодої жінки з атрибутами богині Церери — з колоссям, з серпом чи зі жмутом квітів. Досить сталим був образ зими — у вигляді бородатого старця, що мерзне, тремтить від холоду і горнеться в широку драперію. Гудон створив власну «Алегорію літа» цілком в академічному характері — молода дівчина з серйозним обличчям тримає в руках звичні атрибути богині Церери.

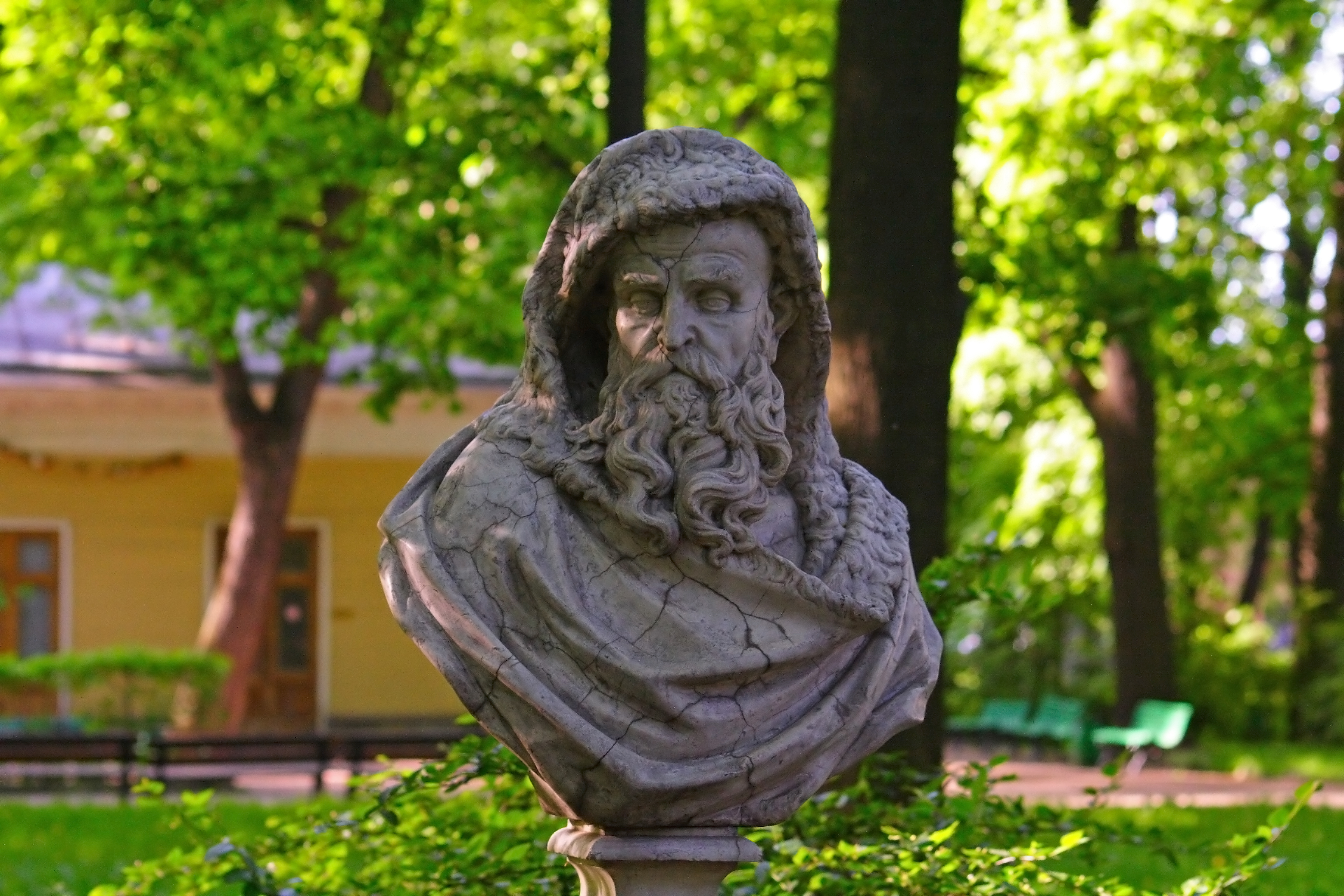
П'єтро Баратта, «Алегорія зими»
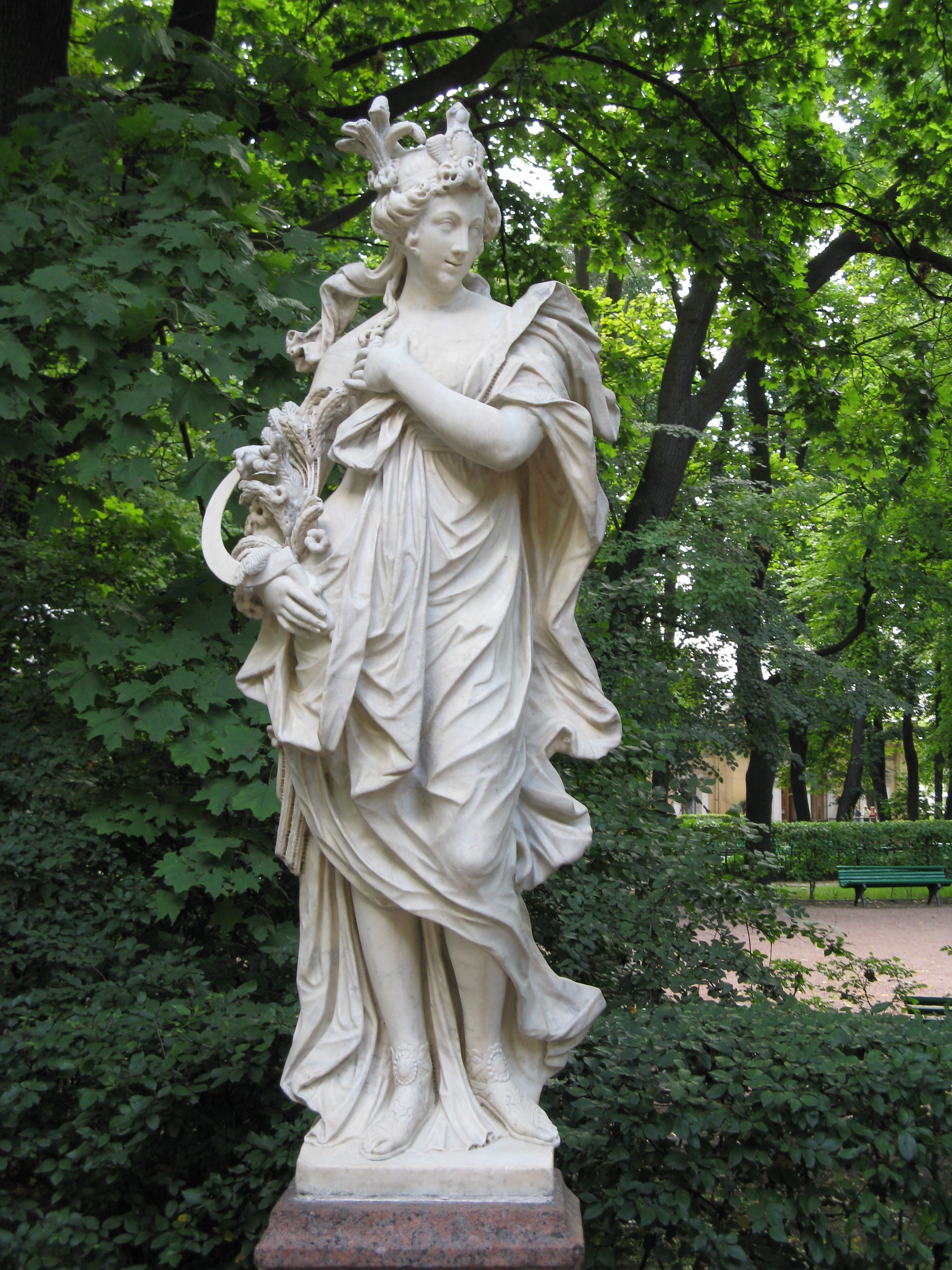
Ск. Томас Квеллінус, «Богиня Церера».

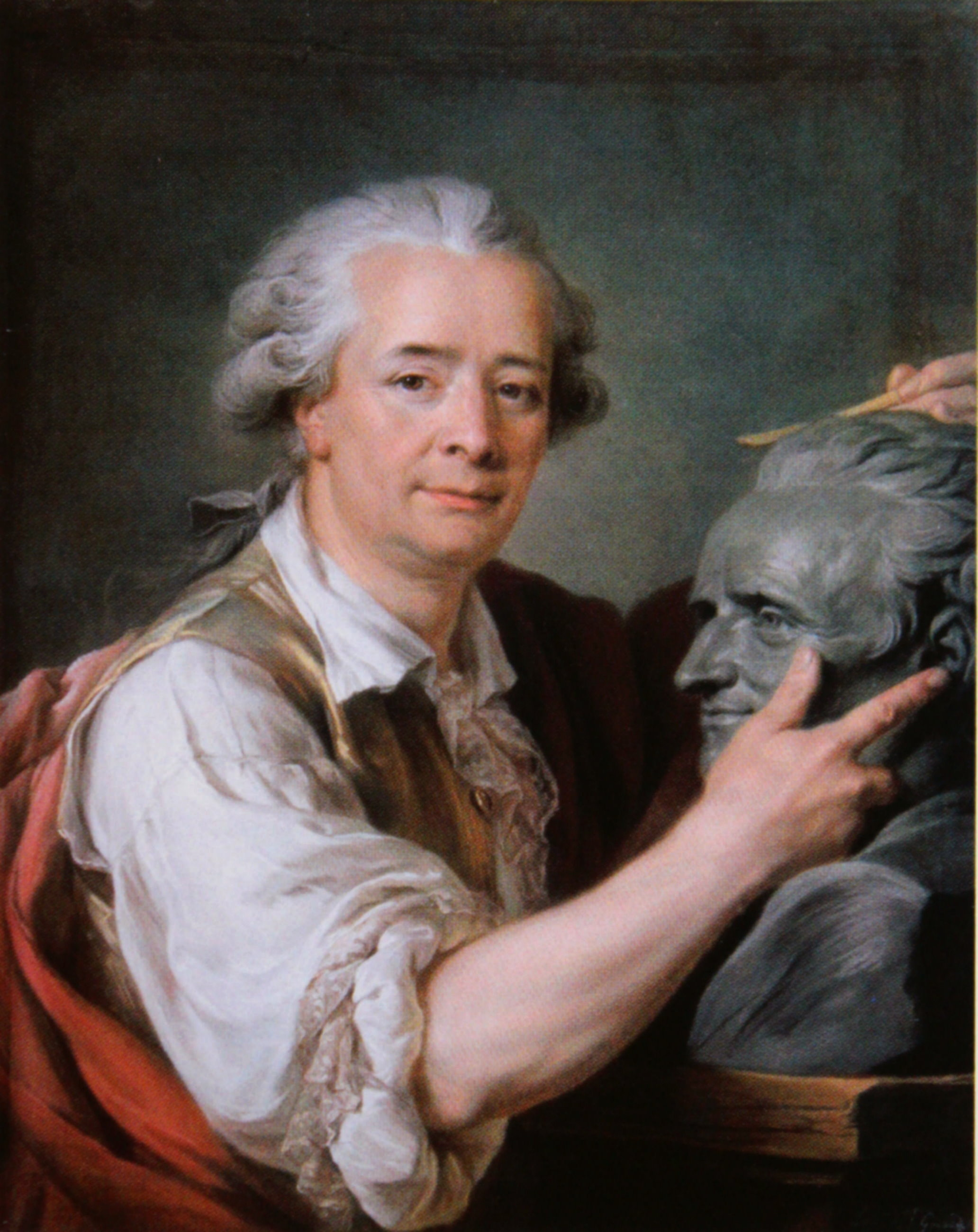
Огюстен Пажу

Гудон добре відтворював анатомічні особливості портретованих, гострі і довгі носи, набряки під очима, зморшки на шиї, якщо це працювало на схожість і розкриття характеру. Він уславився вже погруддями Дені Дідро та самого Вольтера, якого портретував ще за часів перебування того в Парижі. Але в алегоричній скульптурі робити чергового старого зі зморшками на обличчі не побажав. Він і «Алегорію зими» перетворив на молоде дівчисько — в пару до «літа». Дослідники кажуть, що то було змагання з тогочасним мистецьким суперником Гудона. Ним був скульптор Огюстен Пажу, що працював по замовам королівського двору Франції. Пажу́ і створив оголену «Покинуту Психею», образ, з яким і спромігся позмагатись Жан Антуан.
На підтримці дещо сміливих сюжетів і ракурсів в мистецтві стояли й тогочасні приватні колекціонери. Достатньо згадати багатого жуїра, замовника «Гойдалки», яку створив художник Жан-Оноре Фраґонар і яка стала квінтесенцією французького рококо. Можливість подати сміливий ракурс використав і Гудон, виконуючи приватну замову мсьє Сен-Вааста. Скульптор не відразу знайшов потрібний варіант, почавши зі звичної фігури, приховавши оголеність понизу (як то, наприклад, у Венери Мілоської). А потім насмілився зробити навпаки. Але на Паризькому салоні 1785 року була представлена лише оголена «Покинута Психея» Пажу́, котру через три дні виставки сховали, визнавши недобропорядною, провокативною.
Гудон оприлюднить свою «Мерзлячку» лише в роки французької революції на салоні 1791 року. Скульптура дочекалась «зіркового часу» і викликала інтерес і захоплення.

## Опис твору
Мармурова скульптура на постаменті зображує молоде дівча, що тремтить від холоду і, намагаючись відігрітися, загорнулось в коротку шаль. Аби підсилити алегоричну постать, біля її ніг скульптор подав вазу з водою, яка перетворилась на кригу і під її тиском розтріскалась. Коротенька шаль надала можливість прикрити голову і груди дівчиська, але її не вистачило на стегна і сідниці, що мимоволі прикували погляди сторонніх глядачів. Аби добре роздивитись «Мерзлячку», скульптор примушував глядачів підходити ближче, заглядати в обличчя похиленої скульптури та обходити її з усіх боків і розглядати зверху донизу. Це була маленька, коротенька театральна вистава «одного актора», якою керував автор твору.

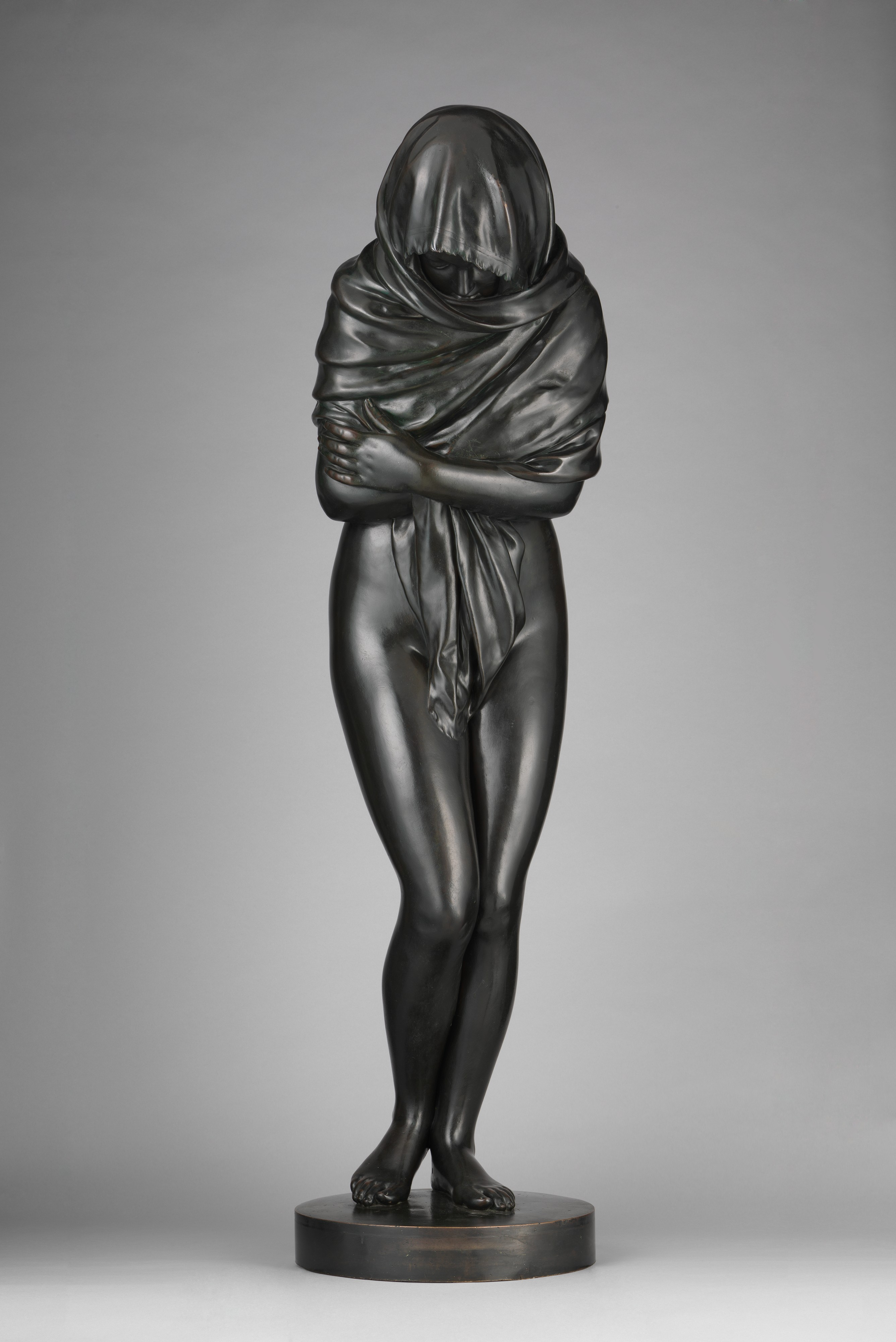

Еротичність скульптури була такою відвертою, що і спричинила скандали. Хоча скульптор подав оголену натуру в самому ранньому початку її жіночої привабливості. На мармуровому постаменті оригіналу — підпис Гудона і дата 1883.
Жан Антуан Гудон вже мав в минулому досвід тиражування власного вдалого твору. Так, зі скульптором Гудоном був підписаний контракт на створення тридцяти двох скульптурних портретів акторки-співачки Софі Арну́, що полонила глядачів у опері «Іфігенія» Глюка. Тридцять погрудь актриси у ролі Іфігенії були створені в дешевому гіпсі, аби вдовольнити попит вельможних глядачів. Шалена популярність скульптури «Алегорія зими» спонукала скульптора до створення її копій в різних матеріалах — в гіпсі, теракоті, в бронзі. Для виробництва копій навіть були створені особливі форми, копії з яких потім ретельно доробляли, що сприяло появі різних варіантів (з вазою і без неї, з дещо зміненим станом рук тощо). Це не враховуючи копій чи варіантів на цю ж тему, створених впродовж 19 століття іншими скульпторами, що волали заробити грошей на вдалому образі, створеному колись Гудоном.

## Провенанс
По смерті мсьє Сен-Вааста його майно успадкував племінник. Покидаючи Монпельє заради столиці, він і передав дві мармурові скульптури в музей Фабра. За припущенями, далеко везти мармурові твори було і небезпечно, і дорого коштувало.